# Janowice
Janowice [janɔˈvit͡sɛ] é uma aldeia localizada na região administrativa de Bestwina, do condado de Bielsko-Biała, voivodia de Silésia, no sul da Polônia. A aldeia tem uma população de 1 557 habitantes.

## História
A aldeia de Janowice foi fundada no século XV como um assentamento florestal, tendo como proprietário John Myszkowski, castelão de Oświęcim. O assentamento possuía um centro de pesca e de exploração florestal por volta do ano de 1581. Em 1672, Janowice foi comprada por Andrzej Wizemberg para Andrzeja Nielepca. Este permaneceu com a posse da região por 50 anos, até ser herdada por Franciszek de Witowice Schwarzenberg - Czerny
Em 1787, foi feito um contrato entre os habitantes de Janowice, por meio de Franciszek Góra, e o professor Józef Giełdowski para o ensino das crianças da aldeia conforme as bases de ensino nacionais. O professor foi pago em 100 Złoty e 10 toras de madeira por ano.
A partir do século 19, é registrada a existência de uma taverna e de um moinho de vento em Janowice. Em 1853, a primeira escola secundária da aldeia é inaugurada, possuindo 60 crianças matriculadas e tendo Jan Grzybowski como professor.